# Broncho Billy Anderson
G.M. (Gilbert Max) "Broncho Billy" Anderson (eg. Max H. Aronson), född 21 mars 1882 i Little Rock i Arkansas, död 20 januari 1971 i Los Angeles i Kalifornien, var en amerikansk skådespelare, regissör och filmproducent.
Han arbetade en kort period som handelsresande innan han begav sig till New York i ett fruktlöst försök att bli skådespelare. Han försörjde sig som modell när han fick en roll i kortfilmen The Messenger Boy's Mistake (1902). Året därpå spelade han flera olika roller i en film som har kommit att bli en klassiker - Den stora tågplundringen.
1907 var han en av grundarna av filmbolaget Essanay. Samma år gav han sig själv huvudrollen som cowboyen "Broncho Billy" i en framgångsrik vilda västernfilm. Under de kommande sju åren producerade han och spelade huvudrollen i mer än 400 Broncho Billy-filmer. 
Anderson, som var en av sin tids mest kända filmstjärnor, brukar kallas för "filmcowboyens fader". Han drog sig tillbaka som skådespelare 1920 men fortsatte dock som producent och regissör i ytterligare ett antal år.
Han belönades med en special-Oscar 1957 för att ha bidragit till filmens utveckling i underhållningssyfte.

## Filmografi (i urval)
- 1902 – The Messenger Boy's Mistake
- 1902 – Den stora tågplundringen
- 1907 – The Bandit Makes Good (den första "Broncho Billy"-filmen)
- 1907 – The Indian Trailer
- 1910 – The Pony Express Rider
- 1913 – Broncho Billy's Oath
- 1918 – Shootin' Mad

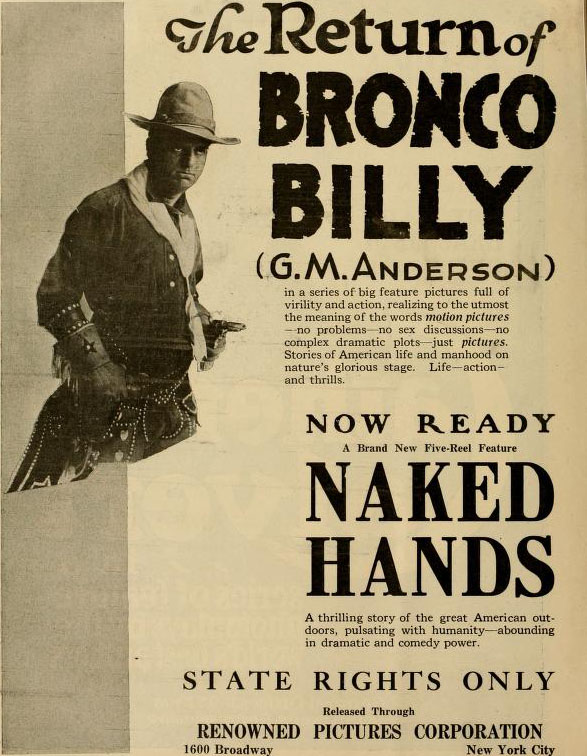
Naked Hands, 1918
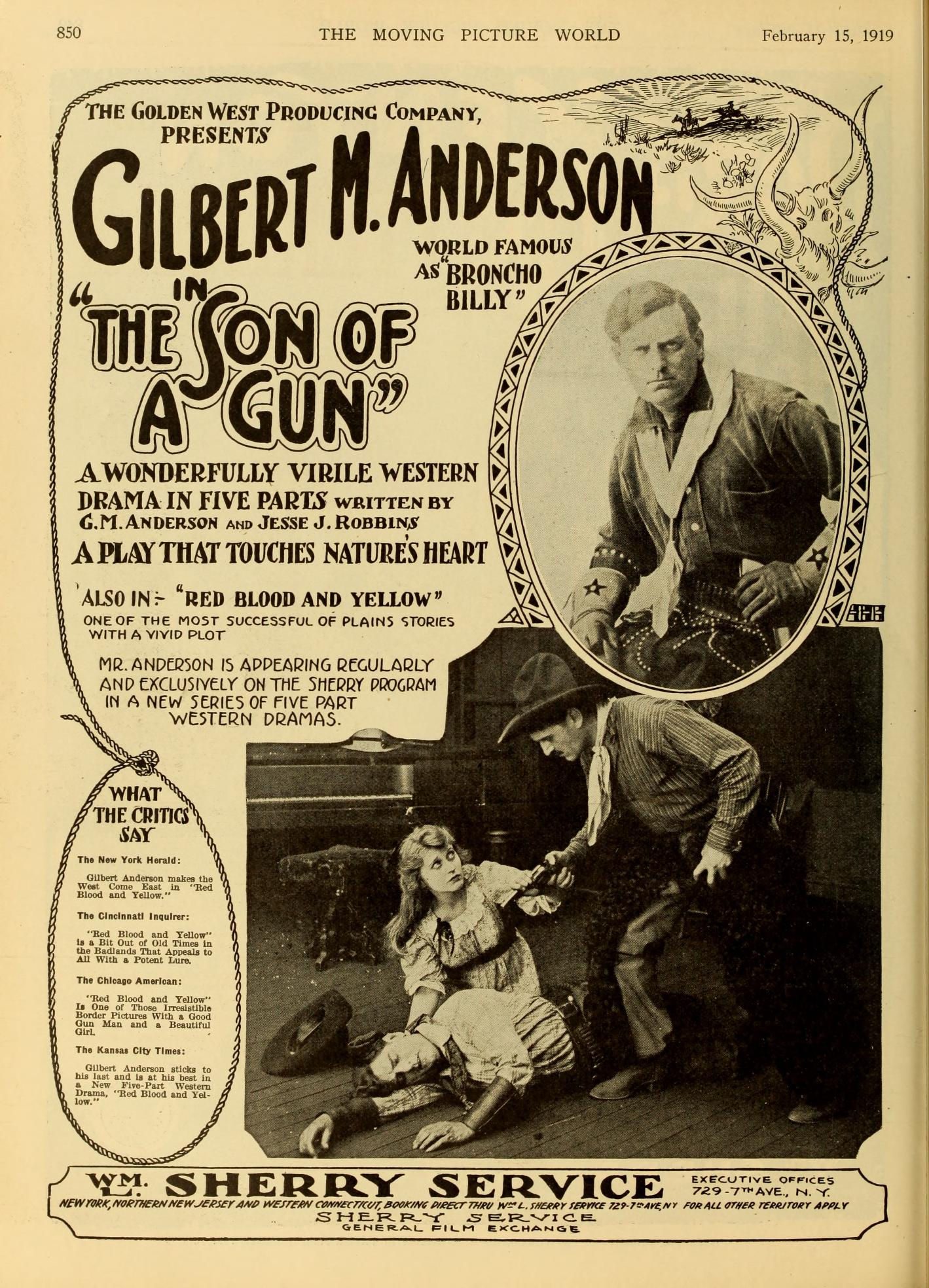
The Son of a Gun, 1919